# گربه (فیلم ۱۹۴۷)
گربه (اسپانیایی: La gata‎) یک فیلم درام محصول آرژانتین به کارگردانی Mario Soffici است که در سال ۱۹۴۷ منتشر شد.